# خوسيه بينتو (لاعب كرة قدم)
خوسيه بينتو هو لاعب كرة قدم هندوراسي، ولد في 27 سبتمبر 1997.